# بوسي هانسون
بوسي هانسون (بالسويدية: Bo Hansson)‏ هو مقدم تلفزيوني وصحفي سويدي، ولد في 20 ديسمبر 1933.